# Gulögd kungsfisk
Gulögd kungsfisk (Sebastes ruberrimus) är en fiskart som först beskrevs av Cramer, 1895.  Gulögd kungsfisk ingår i släktet Sebastes och familjen kungsfiskar. Inga underarter finns listade i Catalogue of Life.